# Raquetes nos Jogos Olímpicos de Verão de 1908 - Duplas
A disputa de duplas foi uma das duas que fizeram parte do programa das raquetes nos Jogos Olímpicos de Verão de 1908.

## Medalhistas
| Ouro   | GBR John Jacob Astor Vane Pennell |
| Prata  | GBR Cecil Browning Edmund Bury    |
| Bronze | GBR Henry Leaf Evan Noel          |

## Resultados
| Semifinal | John Jacob Astor Vane Pennell | 4 - 2 | Henry Leaf Evan Noel |  |
|           |                               |       |                      |  |

| Final | John Jacob Astor Vane Pennell | 4 - 1 | Cecil Browning Edmund Bury |  |
|       |                               |       |                            |  |